# Нермуша (река)
Нермуша — река в России, протекает в Республике Карелия. Устье реки находится в 13 км по левому берегу реки Руйги. Длина реки — 40 км, площадь водосборного бассейна — 193 км².
Имеет правый приток — ручей Вирандозерский, берущий начало из Большого Вирандозера.

## Данные водного реестра
По данным государственного водного реестра России относится к Баренцево-Беломорскому бассейновому округу, водохозяйственный участок реки — реки бассейна Онежской губы от южной границы бассейна реки Кемь до западной границы бассейна реки Унежма, без реки Нижний Выг. Речной бассейн реки — бассейны рек Кольского полуострова и Карелии, впадает в Белое море.
Код объекта в государственном водном реестре — 02020001412102000007280.

## Топографические карты
- Лист карты P-36-11,12 Сумозеро. Масштаб: 1 : 100 000. Состояние местности на 1980 год. Издание 1985 г.
- Лист карты Q-36-143,144 Сумский Посад. Масштаб: 1 : 100 000. Состояние местности на 1980 год. Издание 1985 г.
- Лист карты Q-37-133,134 Вирандозеро. Масштаб: 1 : 100 000. Издание 1974 г.